# Erik II van Brunswijk-Calenberg-Göttingen
Erik II van Brunswijk-Calenberg-Göttingen (Dassel, 10 augustus 1528 - Pavia, 17 november 1584) was een zoon van hertog Erik I van Brunswijk-Calenberg-Göttingen en Elisabeth van Brandenburg. In 1540 volgde hij zijn vader op als hertog in Kalenberg-Göttingen - tot in 1545 als minderjarige, onder voogdij van zijn moeder, Elisabeth van Brandenburg, die de reformatie invoerde. Erik trad echter in 1547 toe tot het katholicisme.
Erik diende in het leger van keizer Karel V en Filips II, en nam deel aan de Schmalkaldische Oorlog (1546-1547) en de Habsburg-Valois-oorlog (1551-1559) onder Lamoraal van Egmont. Gedurende de Slag van Saint-Quentin (1557) maakte hij zich verdienstelijk door maarschalk van Frankrijk Anne van Montmorency en Jacques d'Albon de Saint-André gevangen te nemen. Deze gijzelaars waren van belang bij de onderhandelingen voor de Vrede van Cateau-Cambrésis. Ter compensatie gaf Filips II hem in 1558 de baronie Liesveld en de heerlijkheid Woerden in onderpand.
In september 1566, het jaar van de Beeldenstorm, onderdrukte Erik van Brunswijk met harde hand een poging om de lutherse eredienst in te voeren in de Petruskerk in Woerden. In datzelfde jaar benadrukte hij zijn trouw aan de katholieke religie met de schenking van het glas De tempeluitdrijving van Heliodorus aan de St.-Janskerk in Gouda. Op het glas staat de tekst Catholicae religionis ergo (vanwege de katholieke godsdienst).
 Na de slag bij Oosterweel (1567) hielp hij met het herstellen van de orde door Vianen te veroveren op 'Grote Geus' Hendrik van Brederode (5 mei 1567). Nadat Woerden zich op 8 augustus 1572 aansloot bij de Nederlandse Opstand namen de Staten van Holland de heerlijke rechten over van Erik van Brunswijk, maar hij behield de inkomsten.

## Huwelijken
Erik huwde in 1545 met Sidonia van Saksen, dochter van Hendrik V van Saksen. Het huwelijk bleef kinderloos.
Vlak na de dood van Sidonia trouwde hij met Dorothea van Lotharingen (1545-1612), dochter van Frans I van Lotharingen en Christina van Denemarken (1521-1590). Uit dit huwelijk werd een zoon geboren, die slechts 10 jaar oud werd en overleed in 1585.
Bij Katharina van Weldam, een buitenechtelijke relatie, had hij een zoon, Willem, en een dochter, Catharina, welke kinderen een aantal jaren na de geboorte zijn gelegitimeerd.
Na zijn overlijden ging het hertogdom over naar zijn neef Julius van Brunswijk-Wolfenbüttel.

## Voorouders
| Overgootouders                                        | Willem I van Brunswijk-Wolfenbüttel (1392-1482) ∞ Cecilia van Brandenburg (1405–1449)             | Willem I van Brunswijk-Wolfenbüttel (1392-1482) ∞ Cecilia van Brandenburg (1405–1449)             | Botho VII van Stolberg-Wernigerode (1375–1455) ∞ Anna van Schwarzburg (-)                         | Botho VII van Stolberg-Wernigerode (1375–1455) ∞ Anna van Schwarzburg (-)                         | Johann Cicero van Brandenburg (1455–1499) ∞ Margaretha van Saksen (1449-1501)                | Johann Cicero van Brandenburg (1455–1499) ∞ Margaretha van Saksen (1449-1501)                | Johan van Denemarken (1455–1513) ∞ Christina van Saksen (1461–1521)                          | Johan van Denemarken (1455–1513) ∞ Christina van Saksen (1461–1521)                          |
| Grootouders                                           | Willem II van Brunswijk-Wolfenbüttel (1425-1503) ∞ Elisabeth van Stolberg-Wernigerode (1428–1521) | Willem II van Brunswijk-Wolfenbüttel (1425-1503) ∞ Elisabeth van Stolberg-Wernigerode (1428–1521) | Willem II van Brunswijk-Wolfenbüttel (1425-1503) ∞ Elisabeth van Stolberg-Wernigerode (1428–1521) | Willem II van Brunswijk-Wolfenbüttel (1425-1503) ∞ Elisabeth van Stolberg-Wernigerode (1428–1521) | Joachim I Nestor van Brandenburg (1484–1535) ∞ Elisabeth van Denemarken                      | Joachim I Nestor van Brandenburg (1484–1535) ∞ Elisabeth van Denemarken                      | Joachim I Nestor van Brandenburg (1484–1535) ∞ Elisabeth van Denemarken                      | Joachim I Nestor van Brandenburg (1484–1535) ∞ Elisabeth van Denemarken                      |
| Ouders                                                | Erik I van Brunswijk-Calenberg-Göttingen (1470-1540) ∞ Elisabeth van Brandenburg (1510–1558)      | Erik I van Brunswijk-Calenberg-Göttingen (1470-1540) ∞ Elisabeth van Brandenburg (1510–1558)      | Erik I van Brunswijk-Calenberg-Göttingen (1470-1540) ∞ Elisabeth van Brandenburg (1510–1558)      | Erik I van Brunswijk-Calenberg-Göttingen (1470-1540) ∞ Elisabeth van Brandenburg (1510–1558)      | Erik I van Brunswijk-Calenberg-Göttingen (1470-1540) ∞ Elisabeth van Brandenburg (1510–1558) | Erik I van Brunswijk-Calenberg-Göttingen (1470-1540) ∞ Elisabeth van Brandenburg (1510–1558) | Erik I van Brunswijk-Calenberg-Göttingen (1470-1540) ∞ Elisabeth van Brandenburg (1510–1558) | Erik I van Brunswijk-Calenberg-Göttingen (1470-1540) ∞ Elisabeth van Brandenburg (1510–1558) |
| Erik II van Brunswijk-Calenberg-Göttingen (1528-1580) |                                                                                                   |                                                                                                   |                                                                                                   |                                                                                                   |                                                                                              |                                                                                              |                                                                                              |                                                                                              |